# 安徽黄芩
安徽黄芩（学名：Scutellaria anhweiensis）为唇形科黄芩属下的一个种。

## 扩展阅读
- 維基物種上的相關：安徽黄芩